# Oskar Klein

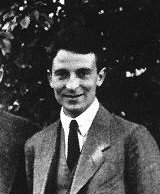
Oskar Klein

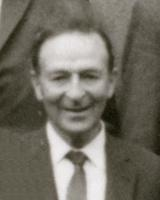
Oskar Klein, Kopenhagen 1963

Oskar Benjamin Klein (* 15. September 1894 in Mörby, Gemeinde Danderyd; † 5. Februar 1977 in Stockholm) war ein schwedischer Physiker.
Klein wurde in Danderyd, einem Ort nördlich von Stockholm, als Sohn des Oberrabbiners von Stockholm Gottlieb Klein und Antonie Levy geboren. Er wurde bereits in jungen Jahren Student und Mitarbeiter von Svante Arrhenius am Nobelinstitut und beabsichtigte bei Jean-Baptiste Perrin in Frankreich weiter zu studieren als der Erste Weltkrieg ausbrach und er zum Militär eingezogen wurde. Von 1917 an arbeitete er in Kopenhagen zusammen mit Niels Bohr, bevor er 1921 an der Universität Stockholm seine Disputation ablegte und bei Arrhenius promoviert wurde. 1923 erhielt er den Ruf an die University of Michigan, kam jedoch bereits 1925 nach Kopenhagen zurück und wurde 1926 Dozent an der Universität Lund. 1930 folgte er Erik Ivar Fredholm als Professor der Physik an der Universität Stockholm.
Zusammen mit Theodor Kaluza entwickelte er die Kaluza-Klein-Theorie, eine Erweiterung der Allgemeinen Relativitätstheorie um Elektromagnetismus. Zusammen mit Hannes Alfvén entwickelte er die Klein-Alfvén-Kosmologie, mit Walter Gordon die Klein-Gordon-Gleichung der relativistischen Quantenmechanik, mit Yoshio Nishina die Klein-Nishina-Formel. Das Kleinsche Paradoxon bezeichnet das im Vergleich zum nicht-relativistischen Verhalten (Schrödingergleichung mit Potentialbarriere) paradoxe Verhalten von Lösungen der Diracgleichung, die z. B. Elektronen in der relativistischen Quantenmechanik beschreibt, mit Potentialbarrieren: sind diese genügend groß (von der Größenordnung der Masse des Diracteilchens), so durchdringen die Teilchen die Barriere nahezu ungestört.
1959 wurde er mit der Max-Planck-Medaille ausgezeichnet.
Die Universität Stockholm und das Nobelkomitee vergibt ihm zu Ehren die Oskar-Klein-Medaille mit zugehöriger Vorlesung.